# Église du Cœur-Immaculé-de-Marie de Villeurbanne
Pour les articles homonymes, voir église du Cœur-Immaculé-de-Marie.
L’église du Cœur-Immaculé-de-Marie était un édifice religieux catholique français, situé à Villeurbanne dans la métropole de Lyon.

## Présentation
L'église est située au 34, rue Richelieu, dans le quartier de la Ferrandière à Villeurbanne.

## Histoire
L'église est consacrée en 1842 par l'évêque de Grenoble. Passée avec l'archiprêtré de Villeurbanne au diocèse de Lyon en 1955, elle était utilisée depuis septembre 2008 par la fraternité Saint Pierre.  
En vertu d'un accord du diocèse avec la Mairie de Villeurbanne voulant bâtir un centre d'hébergement, sa destruction est commencée début mars 2016.
Le programme immobilier a conservé et restauré une partie des murs de l'église, la façade et le mur sud.

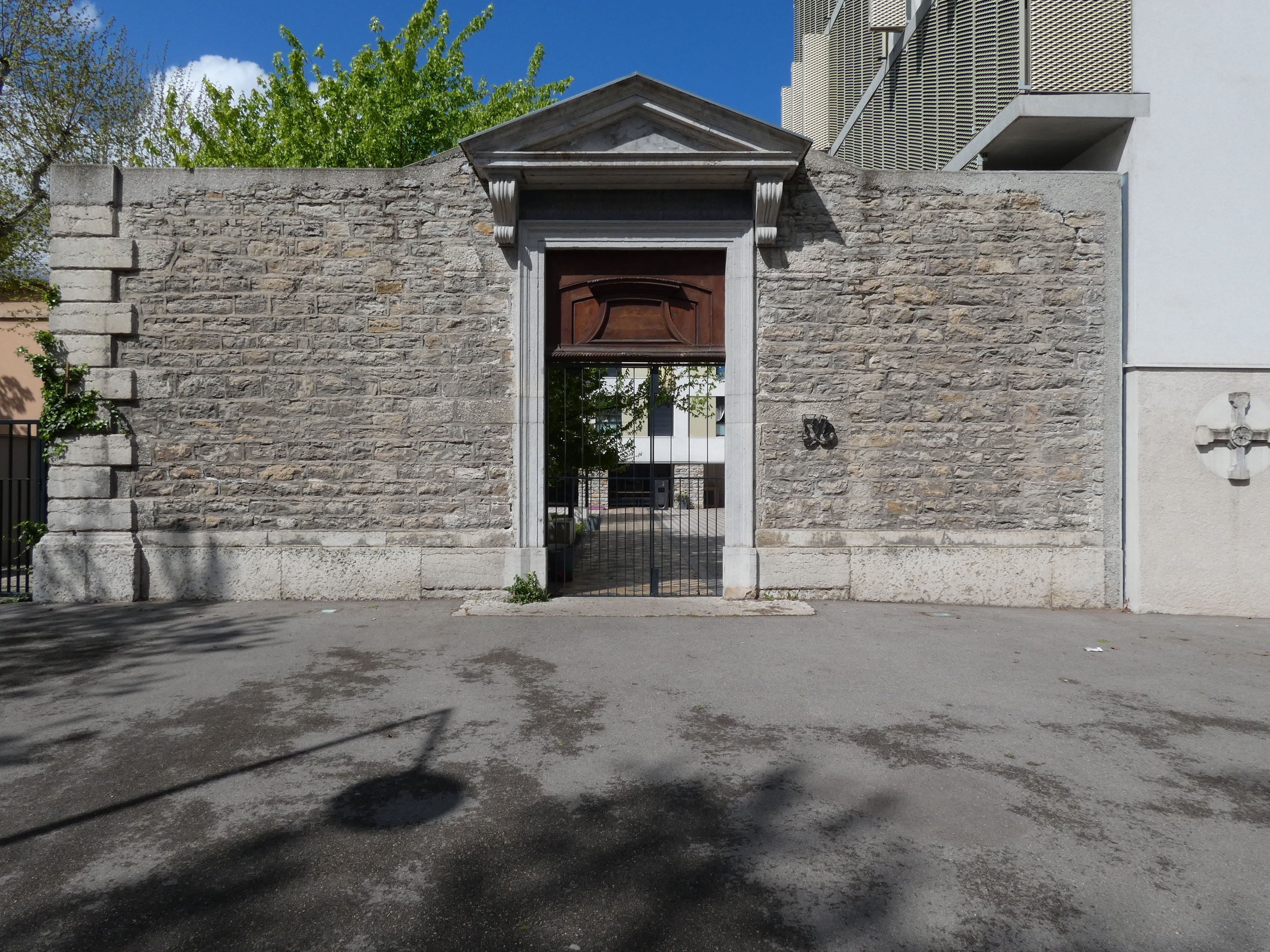
Partie de la façade conservée rue Richelieu.
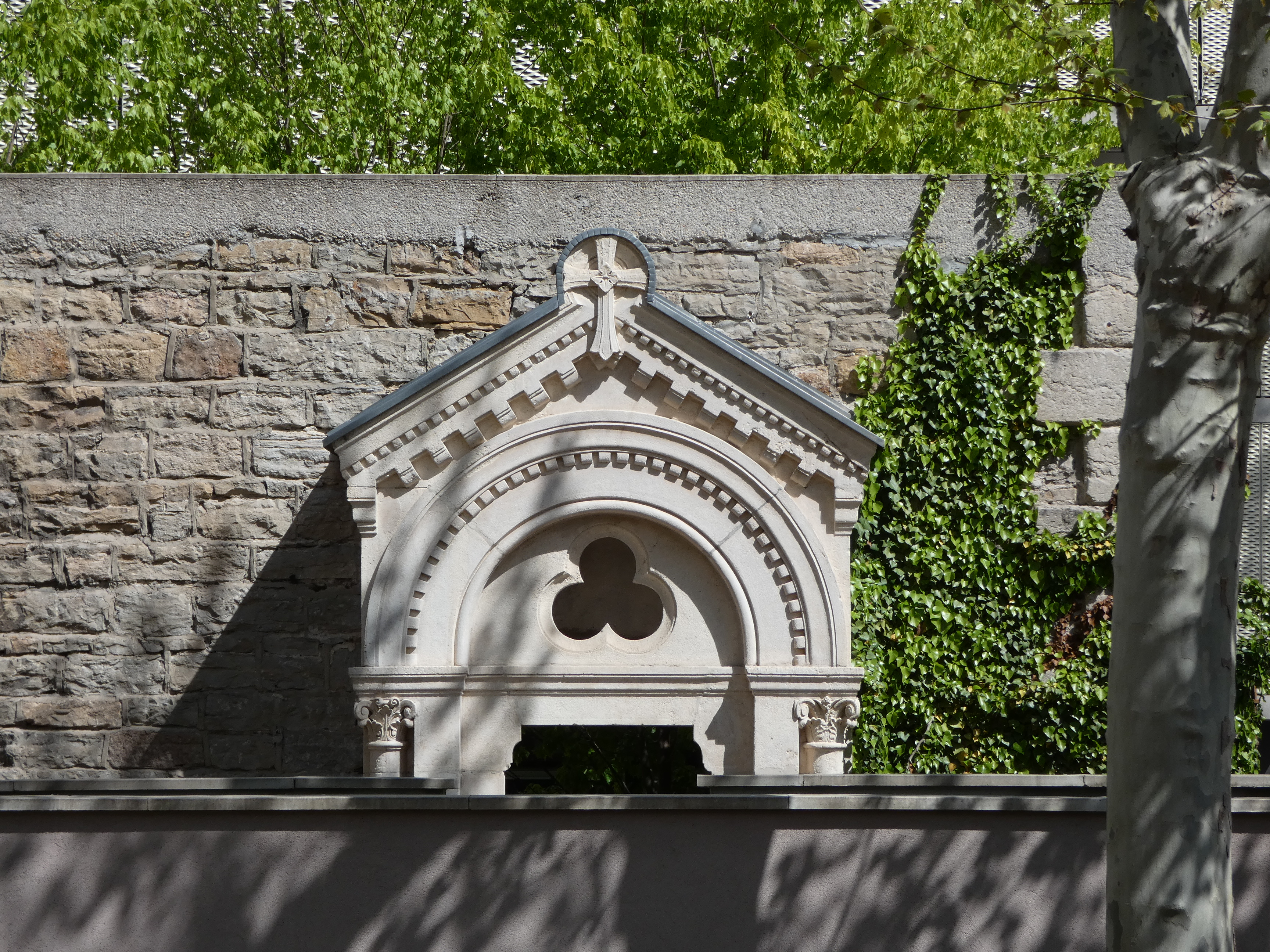
Fronton d'une porte sur le mur sud.